# マチアス・ルスト
マティアス・ルスト（Mathias Rust, 1968年6月1日 - ）は、西ドイツのパイロット。
冷戦のさなか1987年にフィンランドのヘルシンキからソビエト連邦のモスクワまで小型飛行機を操縦し、赤の広場に着陸したことで知られている。本項目ではルストが起こしたこの飛行事件についても記述する。

## 来歴

### 出身地
西ドイツのシュレスヴィヒ＝ホルシュタイン州ヴェーデル生まれ。ハンブルクで育つ。1986年にパイロットの免許を取得。

### 事件

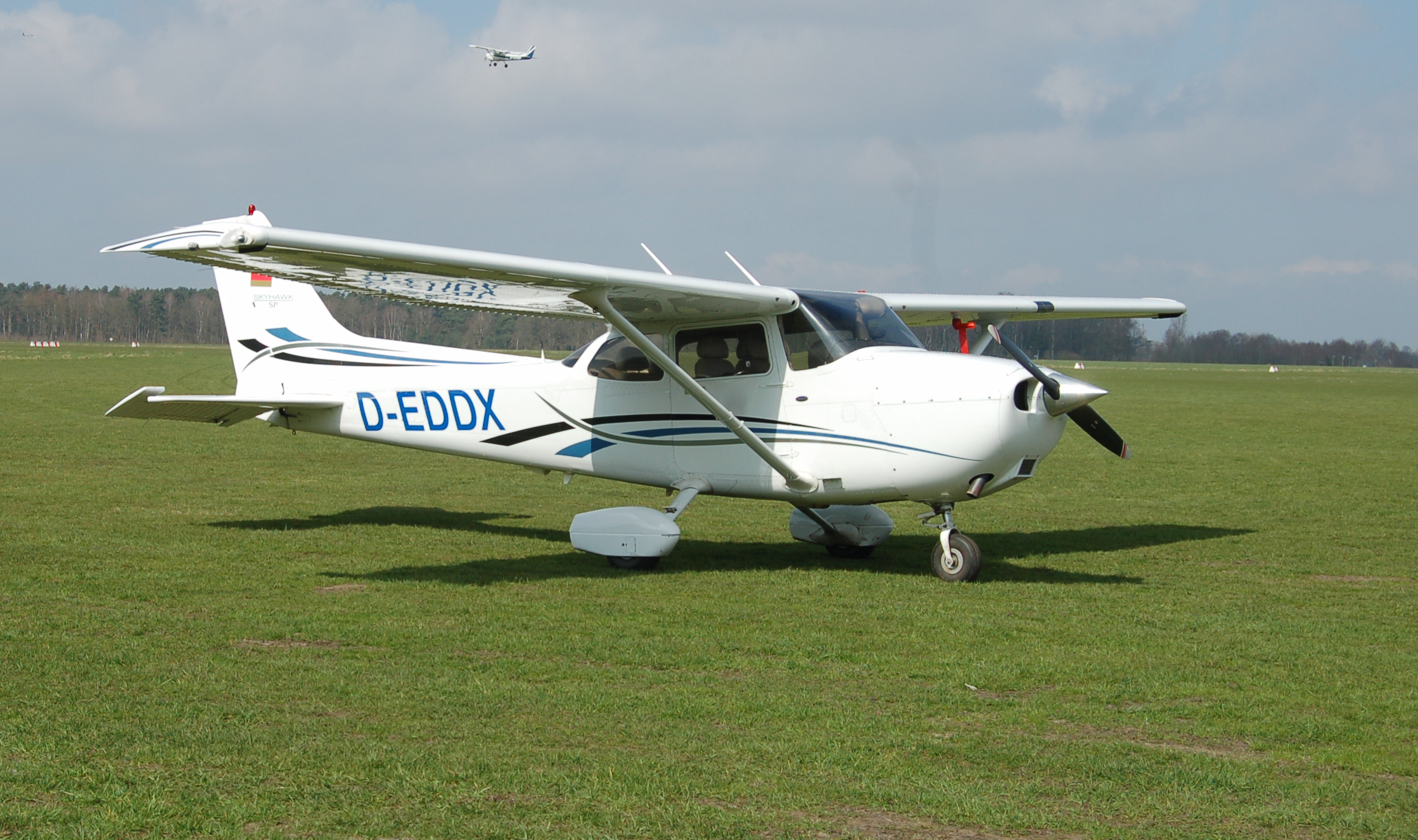
セスナ172（同型機）

飛行経路

1987年5月13日、当時19歳のルストはハンブルクでセスナ172B型機をチャーターし、フェロー諸島を訪れ、アイスランドで1週間過ごし、ノルウェーのベルゲンを経由し、5月25日にフィンランドに着陸した。
5月28日、フィンランドのヘルシンキ・マルミ空港で燃料を給油し、ストックホルムへ向かうことを管制官に告げ12時21分に離陸した。しかしルストは機首を東に向け、まもなくフィンランドの管制空域から機影が消えた。ルストはバルト海沿岸に沿って飛んだのち、モスクワへと向かった。フィンランド国境警備隊はルストの機体が消えたシポー付近で、ただちに捜索を開始し、海底をさらってまで捜索をしており、後にルストはそれに要した費用として10万ドルを請求されている。
この日は偶然ソビエト連邦の国境警備隊の休日であり、警備が緩んでいた隙をついて機体はモスクワまで妨害を受けずに飛行した。また、戦闘機が追尾していたが、速度差が大きく度々見失った上に、1983年に起きた大韓航空機撃墜事件後のことであり、あからさまに民間機である彼の機体への攻撃がためらわれ、交戦許可が下りなかったこともある。5時間にわたるソ連上空飛行の後、ルストは機体をソ連の中枢であるクレムリンに隣接する赤の広場に着陸させた（正確には人だかりを避け上空を旋回後100mほど離れたボリショイ・モスクヴォレツキー橋に着陸し、機体を赤の広場の観光バス用駐車場まで移動させた）。偶然居合わせたイギリス人医師が、着陸の様子をビデオで撮影していた。着陸後のルストは直ちに逮捕された。

### 高官の解任
ソ連国境警備隊はセスナ172B型機の侵入を把握していたが、適切な決定が下されなかった。当時ソ連の改革を進めていたミハイル・ゴルバチョフ書記長はこの事件を好機ととらえ、グラスノスチやペレストロイカに反対していたセルゲイ・ソコロフ国防相及びアレクサンドル・コルドゥノフ防空軍総司令官を解任した。そのため、ソビエト指導部がわざと見逃したという陰謀論までささやかれた。また、この事件を契機に党に対する軍の優位が揺らいだことから、この事件が冷戦終結につながったとする論調も見られる。

### 裁判
裁判は9月2日にモスクワで始められた。ルストは飛行の目的を「東西の対立を解消し平和をもたらす為である」と述べた。ルストは暴力行為、航空法違反、不法入国の罪で4年間の懲役を命じられた。432日間の懲役生活のあとアンドレイ・グロムイコ最高会議幹部会議長の恩赦を受けてルストは国外退去処分となり、1988年8月3日に西ドイツに戻った。

### その後
帰国後、ルストは良心的兵役忌避のためハンブルクの病院で奉仕活動に従事したが、その最中の1989年に交際を断わられた看護婦をナイフで刺し、2年半の懲役刑となった。釈放後はヒンドゥー教に改宗し、ソビエト崩壊後のロシアへ渡るなどしていたが、その後の人生もトラブルが続き、2001年にも万引きで罰金刑を受けている。現在は結婚してベルリンに居住し、ポーカープレーヤーや金融アナリストとして生計を立てている模様である。その後もたびたび放送局などのインタビューに応じている。

## エピソード

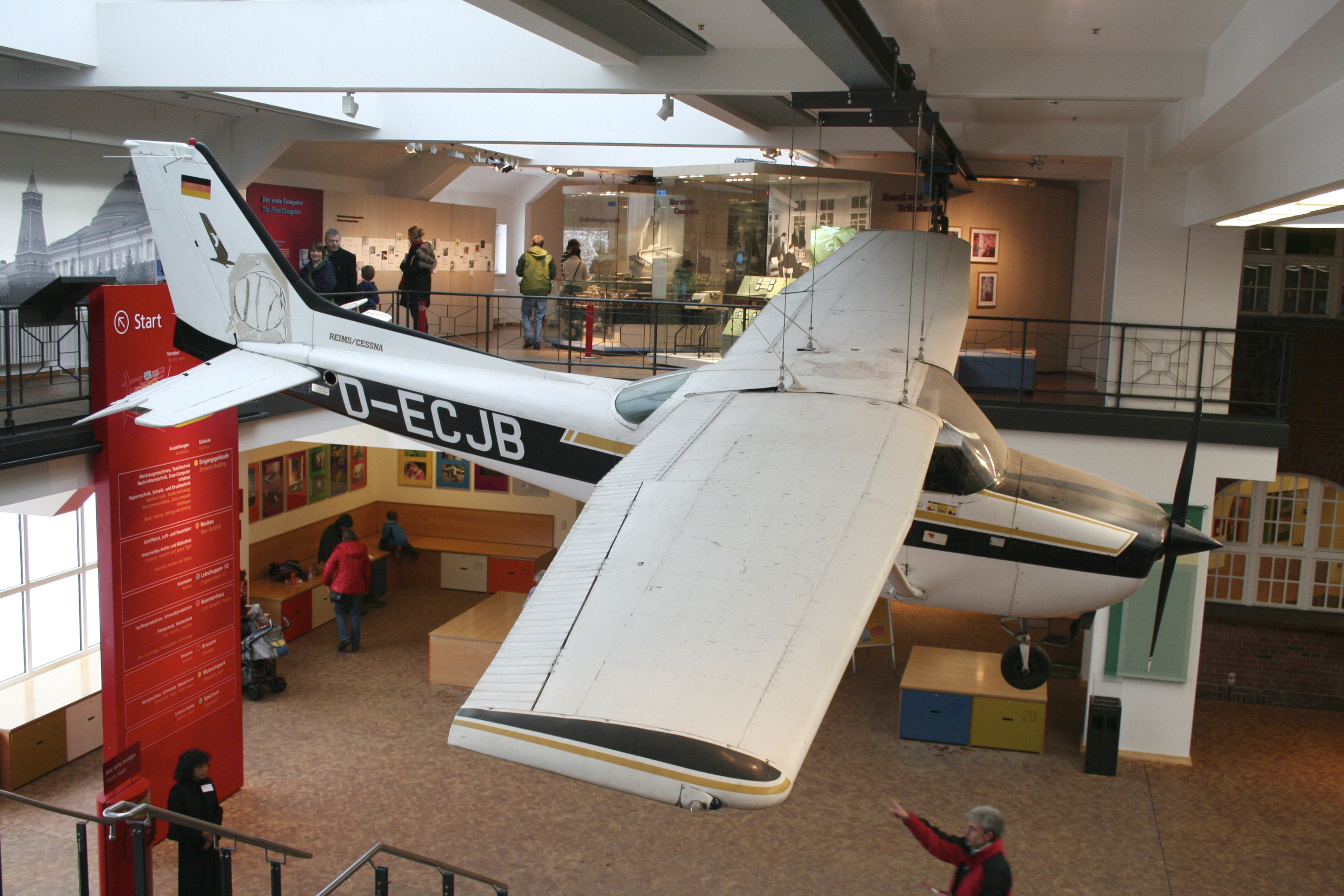
ドイツ技術博物館に展示されているセスナ機（実機）

- 事件の時に操縦したセスナ172B型機は、ロシア当局からミュンヘンの化粧品企業が購入したが、のちに日本在住の外国人実業家に購入され、東京にあるその私有地で展示されていたという。その後、栃木県宇都宮市のスポーツセンターが買い取り展示していたが、区画整理のため、倉庫内に長期保存されていた。2008年9月18日にドイツ・ベルリンのドイツ技術博物館に買い取られ、川崎港を出発した。博物館への売却額は、スポーツセンターが本機を購入した額の4分の1ほどだといわれている。そしてルストの飛行から22年にあたる2009年5月28日から、同博物館で公開されている。
- コペンハーゲンには1989年からルストの名を冠したバーが開店していたが、今はない。
- ルストは「西側最強の兵器である」というジョークがある。前述したようにソビエト国防相を始めとする上級将校、高級将校を大量に更迭させたことによるもの。なお赤の広場に着陸した5月28日は現在もロシアで国境警備記念日になっている。
- 1986年10月、大西洋北東部のバミューダ沖にてソ連海軍所属ヤンキー級原子力潜水艦K-219で火災事故が発生した際、独断で総員退去と自沈を命じた艦長ら2人に対し、ソコロフ国防相らは強硬に厳罰を主張したが、「ルスト事件」の煽りを受けてソコロフが失脚したため、2人は幸いにも極刑を逃れることとなった。